# Susanne Doll
Susanne Maria Therese Doll (* 1956 in München) ist eine deutsche Organistin. Sie ist eine Tochter des Kirchenmusikers Karl M. Doll.
Doll studierte von 1972 bis 1979 an der Hochschule für Musik und Theater München bei Hedwig Bilgram (Orgel) und Christiane Jaccottet (Cembalo), weitere Studien betrieb sie bei Harald Genzmer (Komposition), Fritz Schieri (Chorleitung) und Diethard Hellmann (Orchesterleitung). Sie absolvierte zudem Meisterkurse bei Michael Radulescu, Marie-Claire Alain und Floor Peters. Nach ersten Anstellungen als Orgeldozentin (Hochschule für evangelische Kirchenmusik Bayreuth) und Kirchenmusikerin in Landshut (Bezirkskantorin an der Christuskirche von 1981 bis 1985) wurde sie 1991 Nachfolgerin von Heiner Kühner an der Paulus- und Leonhardskirche in Basel; dieses Amt hielt sie bis zu ihrer Pensionierung 2020 inne.
Doll leitet bis heute die 1973 von Kühner initiierte Orgelreihe Orgelspiel zum Feierabend an der Leonhardskirche. Sie ist Preisträgerin von Jugend musiziert, der Felix-Mottl-Stiftung und der Stadt Linz (Internationaler Anton-Bruckner-Orgelwettbewerb). Sie beschäftigt sich intensiv mit dem Œuvre von Johann Sebastian Bach, Olivier Messiaen und Marcel Dupré.